# Comunità montana Terminio Cervialto
La Comunità montana Terminio Cervialto si trova in Provincia di Avellino e comprende 18 comuni.
Ha sede nel comune di Montella. Prende il nome dai due monti più alti: il Terminio e il Cervialto. Con la perimetrazione regionale del 2008 la Comunità montana è passata da 21 comuni a 18 perdendo i comuni di Taurasi, Fontanarosa, Lapio, Sant'Angelo all'Esca, Luogosano.
La comunità è costituita da 18 comuni:
- Bagnoli Irpino
- Caposele
- Calabritto
- Cassano Irpino
- Castelvetere sul Calore
- Castelfranci
- Chiusano di San Domenico
- Montella
- Montemarano
- Nusco
- Salza Irpina
- San Mango sul Calore
- Senerchia
- Sorbo Serpico
- Santo Stefano del Sole
- Santa Lucia di Serino
- Serino
- Volturara Irpina